# Myślibórz
Myślibórz (udtale:[mɨˈɕlʲibuʂ]; tysk:Soldin; kashubisk: Żôłdzëno)   er en by i den sydvestlige del af voivodskabet Vestpommern i  den nordvestlige del af Polen. Byen  har 10.649(2021) indbyggere og et areal på 15,04 km², og er en del af  powiatet Myślibórz.
Den er hjemsted for det første kloster for Kongregationen af Søstre af den Barmhjertige Jesus og en helligdom for Den Guddommelige Barmhjertighed.

## Historie
Byens officielle hjemmeside omtaler en bosættelse beboet af en præ-slavisk befolkning fra Lausitz kultur ved bredden af Jezioro Myśliborskie (tysk: Soldiner See) i det 7. århundrede, som senere blev til en vestslavisk eller lekitisk fæstning i det 10. og 11. århundrede; området blev indlemmet i Polen af Piast hertugen Mieszko 1. i slutningen af det 10. århundrede. Byen var da en fiskerbosættelse kaldet Sołtyń, beliggende på en handelsrute mellem Schlesien og Storpolen mod Oders delta. Det er fra denne fiskerbygd, at byens senere tyske navn, Soldin kommer fra.
Stedet blev erhvervet som et rastehus af  Dominikanerordenen i 1234, mens fortet blev givet til tempelridderne af hertug Władysław Odonic og til sidst solgt til askanske markgreve Johann 1. og Otto 3. af Brandenburg i 1261. Sammen med den nærliggende kastellan af Santok, blev de tidligere storpolske lande  indlemmet i det brandenburgske Neumark-område. Byen blev første gang nævnt som Soldin i et skøde fra 1270 og blev hurtigt regionens administrative centrum, et dominikanerkloster blev grundlagt der i 1275. Men i første halvdel af det 14. århundrede faldt Soldin på grund af hungersnød og politiske stridigheder i det askanske dynasti, hvorunder Soldin-slottet blev ødelagt.